# Zeche Frischauf
Die Zeche Frischauf ist ein ehemaliges Steinkohlenbergwerk in Hohenstein. Die Zeche war auch unter dem Namen Zeche Frischauff bekannt. Obwohl die eigentlichen Aktivitäten auf der Zeche Frischauf erst im 19. Jahrhundert begannen, wurde sie bereits im Jahr 1739 als „still liegend“ genannt. Das Bergwerk gehörte zum Märkischen Bergamtsbezirk.

## Geschichte

### Die Anfänge
Am 20. Februar und am 14. Mai 1844 erfolgte die Verleihung der beiden Längenfelder Frischauf im Ardey Süd- und Nordflügel. Bereits früher war in den beiden Flügeln eine Strecke aufgefahren worden. Am 1. Januar des Jahres 1845 wurde mit dem Abbau begonnen. Im Jahr 1848 war die 2. Gesenksohle in Betrieb. Im darauffolgenden Jahr wurde im Nordflügel mit dem Abteufen des tonnlägigen Schachtes Wilhelmine begonnen. Der Schacht befand sich nahe der Wetterstraße. Im Jahr 1850 wurden die Teufarbeiten gestundet. Im Jahr darauf wurde zunächst eine Wasserhaltungsdampfmaschine in Betrieb genommen und ab August des darauffolgenden Jahres wurde der Schacht Wilhelmine weiter geteuft. 1852 erreicht der Schacht Wilhelmine bei einer flachen Teufe von 128 Metern das Flöz. Bei einer flachen Teufe von 124 Metern wurde die Wettersohle angesetzt. 1853 wurde bei einer flachen Teufe von 105 Lachter die 2. Sohle als erste Tiefbausohle angesetzt. Im Jahr 1854 wurde auf dem Bergwerk eine Leistung von 4½ Tonnen pro Mann und Schicht erreicht. Dieses Ergebnis war zu diesem Zeitpunkt eines der besten im Westfälischen Steinkohlenbergbau.

### Die weiteren Jahre
Im Jahr 1855 erreichte der Schacht Wilhelmine das Niveau der 1. Sohle der Zeche Franziska. Während der Teufarbeiten kam es zu geringen Wasserzuflüssen von bis zu fünf Kubikfuß. Nach erreichen der 1. Sohle wurde mit dem Tiefbau begonnen. Es wurde das Flöz Frischauf in Verhieb genommen. Dieses Flöz hatte eine Mächtigkeit von 50 Zoll und befand sich auf zwei Sattelflügeln, von denen ein Sattelflügel im Tiefbau abgebaut wurde. Die Kohlengewinnung verlief sehr gut, sodass eine bessere Leistung als im Vorjahr erzielt werden konnte. Pro Mann und Schicht wurden in diesem Jahr 5½ Tonnen Kohle abgebaut. Die abgebauten Kohlen wurden an Abnehmer in der näheren Umgebung verkauft. Hauptabnehmer waren die Stahlfabrik Friedrich Lohmann und die Puddingswerke Lohmann. Das Bergwerk gehörte zu dieser Zeit zum Geschworenenrevier Östlich Witten. Im Jahr 1856 konnte der Abbau vom Schacht bis zur zweiten Hauptverwerfung ausgedehnt werden. Im Jahr 1857 erfolgte der Abbau oberhalb der ersten Tiefbausohle. Im selben Jahr wurde der Schacht Wilhelmine tiefer geteuft und erreichte 27 Lachter unterhalb der 2. Sohle die Markscheide der Zeche Leipzig. Aus diesem Grund wurden die Teufarbeiten bis zur Einigung mit der Zeche Leipzig gestundet. Die Bergwerksbesitzer von Frischauf planten aus diesem Grund einen Gesenkbau um unterhalb der ersten Sohle abbauen zu können. Am 7. Mai desselben Jahres wurde ein Geviertfeld verliehen. Im Jahr darauf wurde der Gesenkbau ohne Störungen durch Wasserzuflüsse weiter betrieben. Die Vorrichtungsarbeiten oberhalb der ersten Tiefbausohle wurden weiter fortgeführt. Mit der Zeche Leipzig wurde in diesem Jahr noch keine Einigung erzielt. Die Teufarbeiten am Schacht Wilhelmine wurden erst nach der Einigung mit der Zeche Leipzig  fortgesetzt. Im Jahr 1859 wurde mittels Unterwerksbau unter der 2. Sohle und unterhalb der Berechtsame der Zeche Franziska Abbau betrieben. Zu diesem Zeitpunkt wurde nur in einem Flöz abgebaut. Da unterhalb der Flöze der Zeche Franziska abgebaut wurde, musste der Abbau des Flözes mittels Örterbau erfolgen. Die Wasserzuflüsse auf dem Bergwerk waren nur gering, sie lagen bei acht Kubikfuß pro Minute.

### Die letzten Jahre
Im Jahr 1860 wurden die Teufarbeiten am Förderschacht Wilhelmine wieder aufgenommen und der Schacht wurde tiefer geteuft. Der Schacht wurde um 20 Lachter tiefer geteuft. Außerdem wurde in diesem Jahr 25 Lachter unterhalb der ersten Bausohle mit der Vorrichtung des unteren Baufeldes begonnen. Aus der Sohlenstrecke wurde ein Abhauen 23 Lachter tief aufgefahren. Im Jahr 1861 erreichte der Schacht Wilhelmine eine flache Teufe von 335 Metern. Der Abbau des Flözes Frischauf wurde in diesem Jahr teilweise über Blindschächte getätigt. Noch im selben Jahr wurde mit dem Teufen eines seigeren Wetterschachtes begonnen. Der Wetterschacht war erforderlich geworden, um die Bewetterung des Feldesteiles hinter der II. Hauptverwerfung zu verbessern. Der Durchschlag des Schachtes sollte mit dem Wetterquerschlag im Flöz Portbank erfolgen. Über Tage wurde in diesem Jahr mit dem Bau der Fundamente für eine Dampfkunst begonnen. Das Bergwerk gehörte zu diesem Zeitpunkt zum Bergrevier Witten. Im Jahr 1862 erreichte der Förderschacht Wilhelmine eine Teufe von 185 Lachter. Der auf der Egge angesetzte, seigere Wetterschacht wurde in diesem Jahr bei einer Teufe von 21½ Lachter mit den Grubenbauen in der zweiten Hauptverwerfung durchschlägig. Im Jahr 1865 wurde im Schacht Wilhelmine bei einer flachen Teufe von 458 Metern die 2. Tiefbausohle angesetzt. Bei einer Teufe von 219 Lachter erreichte der Schacht die Baugrenze der Zeche Leipzig. Am 29. Dezember des Jahres 1866 kam es im Nordflügel unterhalb der Stollensohle zur Vereinigung zur Vereinigten Franziska Tiefbau, der Südflügel blieb weiterhin selbstständig. Im Jahr 1867 wurden Grubenfelder mit der Zeche Leipzig getauscht. 1868 wurden überwiegend nur Ausrichtungsarbeiten betrieben. Im Jahr 1870 wurde der Schacht Wilhelmine erneut tiefer geteuft, um den Schachtsumpf zu erstellen. Der Schacht wurde hierfür bis auf eine Teufe von 66 Lachter geteuft. Über Tage wurde eine direkt wirkende 47-zöllige Wasserhaltungsmaschine installiert. Mit der Maschine sollte ein zwölfzölliger Drucksatz betrieben werden. Im Jahr 1871 kam es über einen Lösungsvertrag mit den Zechen Borbecker Tiefbau und Vereinigte Franziska Tiefbau zu einer losen Vereinigung. Grund für den Vertrag war die Lösung der Borbecker Mulde. Im selben Jahr kam es zur Betriebsübernahme durch die Zeche Vereinigte Franziska Tiefbau. Im Jahr 1873 wurde der tonnlägige Schacht Wilhelmine abgeworfen, nachdem das Grubenfeld der Zeche Frischauf durch die Zeche Vereinigte Franziska Tiefbau gelöst wurde. Im selben Jahr ging die gesamte Berechtsame in die Zeche Vereinigte Franziska Tiefbau über.

## Förderung und Belegschaft
Die abgebauten Esskohlen waren sehr gut für Flammofenbetriebe und zum Schmieden geeignet. Die ersten bekannten Förderzahlen des Bergwerks stammen aus dem Jahr 1845, es wurden 141.349 Scheffel Steinkohle gefördert. Die ersten bekannten Belegschaftszahlen des Bergwerks stammen von 1847, damals waren zwischen 21 und 29 Bergleute auf dem Bergwerk beschäftigt, die eine Förderung von 131.959 Scheffel erbrachten. 1850 wurden mit 34 Bergleuten 80.176 Scheffel Steinkohle gefördert. 1855 waren 90 Bergleute auf dem Bergwerk beschäftigt, die Förderung stieg in diesem Jahr auf 132.985 preußische Tonnen Steinkohle an. Diese Förderung konnte aufgrund der großen Regelmäßigkeit des Flözes erzielt werden. Dadurch ergab sich eine Leistung von 22 Scheffel je Mann und Schicht. 1866 wurden 17.793 Tonnen Steinkohle gefördert. Die letzten bekannten Förder- und Belegschaftszahlen des Bergwerks stammen aus dem Jahr 1870, als mit 124 Bergleuten 22.582 Tonnen Steinkohle gefördert wurden.